# دنیل لجوبوجا
دنیل لجوبوجا (سیریلیک صربی: Данијел Љубоја؛ زادهٔ ۴ سپتامبر ۱۹۷۸) یک بازیکن فوتبال اهل صربستان است.

## تیم ملی
وی همچنین در تیم ملی فوتبال صربستان بازی کرده است.